# ブッチ・ミラー
ブッチ・ミラー（Butch Miller、本名：Robert Miller、1944年10月21日 - 2023年4月2日）は、ニュージーランド・ウェリントン出身のプロレスラー。
相棒ルーク・ウィリアムスとのタッグチーム（ザ・ブッシュワッカーズ、ザ・シープハーダーズ、ザ・キウィズ）での活動で知られる。

## 来歴
1964年、スティーブ・リッカードらが運営していたNWAニュージーランド（後のオールスター・プロレスリング）にてデビュー。本名のボブ・ミラー（Bob Miller）をリングネームに、ブルーノ・ベッカーとのコンビで活動した。以降、リングネームを度々変更し、1973年1月には「オーストラリア・マットに突如出現した謎の覆面レスラー」という触れ込みで、マスクマンのザ・タイガー（The Tiger）に変身して新日本プロレスに初来日。同月27日、福岡市九電記念体育館において、アントニオ猪木とシングルマッチで対戦した。
ニック・カーター（Nick Carter）の名義で北米にも進出し、1973年にはスチュ・ハートの主宰するカナダ・カルガリーのスタンピード・レスリングにて、同郷のスウィート・ウィリアムことルーク・ウィリアムスとザ・キウィズ（The Kiwis）を結成。1974年9月には揃って国際プロレスに参戦し、9月16日に館山にてラッシャー木村&グレート草津のIWA世界タッグ王座に挑戦。10月3日には岡山にて、バロン・フォン・ラシクと組んで木村&草津に再挑戦している。シリーズ中は木村、草津、アニマル浜口との金網デスマッチも行われた。
1979年5月、リングネームをボブ・ミラーに戻してウィリアムスと共に全日本プロレスに来日。同年よりチーム名をザ・シープハーダーズ（The Sheepherders）に改め、ヒールのタッグチームとして各地を転戦。自身のリングネームもブッチ・ミラー（Butch Miller）に定着させた。プエルトリコのWWCではアブドーラ・ザ・ブッチャーとも共闘している。
1981年下期より一時的にコンビを解消し、単独でニュージーランドに帰国していたが、1983年11月からはウィリアムスとのシープハーダーズを再結成。以後、各テリトリーのタッグ王座を再三奪取して、日本では「タッグ泥棒」なる異名を付けられた。1987年2月には新日本プロレスに来日、IWGPタッグ王座の決定リーグ戦に出場している。
1988年末、チーム名をブッチ&ルークのザ・ブッシュワッカーズ（The Bushwhackers）に変更し、ルークとは従兄弟同士という設定でWWFに登場。WWFではコミック・リリーフを担当するベビーフェイスのベテラン・チームとして売り出され、そのコミカルなキャラクターで子供ファンの人気を集めた。1990年12月には、当時WWFと提携していたSWSに来日している。以降、WWFには1996年まで長期間に渡って在籍し、退団後もブッシュワッカーズ名義でルークと共にインディー団体を転戦した。
2001年4月1日に開催された『レッスルマニアX-Seven』のギミック・バトルロイヤルに出場後、同年9月に引退して母国のニュージーランドに帰国。2008年6月11日のWWEのオークランド公演では、同じくニュージーランド出身であるWWEプロデューサーのトニー・ガレアと共にMVPのトーク・コーナー「VIPラウンジ」に登場、ヒールのホスト役MVPを蹴散らし、往年の「ブッシュワッカー・ウォーク」を披露して現地の観客の喝采を浴びた。ニュージーランドでは首都ウェリントンのプロレス団体KPW（キーウィ・プロ・レスリング）のコミッショナーを務めつつ、レスリング・ウェブサイト "NZPWI" のコラムニストとしても活動した。
2015年、ルークとのザ・ブッシュワッカーズでWWE殿堂に迎えられた（インダクターは、かつてNWAフロリダ地区で彼らのマネージャーを務めていたジョニー・エースことジョン・ロウリネイティス）。式典では杖をつきながらも、往時と変わらぬパフォーマンスを見せて会場を沸かせた。
2023年4月2日、日曜日の夜死去。相棒ルーク・ウィリアムスの家族からのSNS投稿により、死去が報じられた。78歳没。

## 獲得タイトル
スタンピード・レスリング
- NWAインターナショナル・タッグ王座（カルガリー版）：2回（w / ルーク・ウィリアムス）[19]

パシフィック・ノースウエスト・レスリング
- NWAパシフィック・ノースウエスト・タッグ王座：3回（w / ルーク・ウィリアムス）[20]

NWAオールスター・レスリング
- NWAカナディアン・タッグ王座（バンクーバー版）：1回（w / ルーク・ウィリアムス）[21]

ミッドアトランティック・チャンピオンシップ・レスリング
- NWAミッドアトランティック・タッグ王座：1回（w / ルーク・ウィリアムス）[22]

ワールド・レスリング・カウンシル
- WWC北米タッグ王座：4回（w / ルーク・ウィリアムス）[23]
- WWC世界タッグ王座：2回（w / ルーク・ウィリアムス）[24]

ユニバーサル・レスリング・フェデレーション
- UWF世界タッグ王座：2回（w / ルーク・ウィリアムス）[25]

チャンピオンシップ・レスリング・フロム・フロリダ
- NWA USタッグ王座（フロリダ版）：1回（w / ルーク・ウィリアムス）[26]
- NWAフロリダ・タッグ王座：1回（w / ルーク・ウィリアムス）[27]

コンチネンタル・レスリング・アソシエーション
- CWAインターナショナル・タッグ王座：1回（w / ルーク・ウィリアムス）[28]

サウスウエスト・チャンピオンシップ・レスリング
- SCW世界タッグ王座：1回（w / ルーク・ウィリアムス）[29]

ワールド・レスリング・エンターテインメント
- WWE殿堂：2015年度（w / ルーク・ウィリアムス）[15]